# Meridiano 90 E
O meridiano 90 E é um meridiano que, partindo do Polo Norte, atravessa o Oceano Ártico, Ásia, Oceano Índico, Oceano Antártico, Antártida e chega ao Polo Sul. Forma um círculo máximo com o Meridiano 90 W.
Começando no Polo Norte, o meridiano 90º Este tem os seguintes cruzamentos:
| País, território ou mar | Notas                                                      |
| ----------------------- | ---------------------------------------------------------- |
| Oceano Ártico           |                                                            |
| Mar de Kara             | Passa a oeste da Ilha Schmidt, Krai de Krasnoyarsk, Rússia |
| Rússia                  | Krai de Krasnoyarsk - Ilhas Kirov                          |
| Mar de Kara             |                                                            |
| Rússia                  | Krai de Krasnoyarsk Cacássia Tuva                          |
| Mongólia                | Bayan-Ölgiy                                                |
| China                   | Xinjiang Qinghai Tibete                                    |
| Butão                   |                                                            |
| Índia                   | Bengala Ocidental Assam Meghalaya                          |
| Bangladesh              |                                                            |
| Oceano Índico           |                                                            |
| Oceano Antártico        |                                                            |
| Antártida               | Território Antártico Australiano, reclamado pela Austrália |